# Maison de l'Auberge du Chêne-Vert
La maison de l'Auberge du Chêne-Vert, bâti entre le XVIe siècle et XIXe siècle, est située 17 rue du Minage à La Rochelle, en France. L'immeuble a été inscrit au titre des monuments historiques en 1928.

## Historique
Ancienne auberge du Chêne-Vert, qui était l'une des plus renommées. Gilbert Ier de La Trémoille, grand sénéchal du Poitou, descend à l'auberge du Chêne-Vert en 1591 et 1592. En 1639, elle est propriété de Louis de Polignac, seigneur de Dompierre, d'Écoyeux et de Fouras, du chef de son épouse, Suzanne Geoffroy, qui la vend à cette époque.
De cet édifice, qui est décrit en 1775, il ne reste que la petite cour et l'enseigne.
Le bâtiment est inscrit au titre des monuments historiques par arrêté du 27 juin 1928.